# Evangelhos canônicos

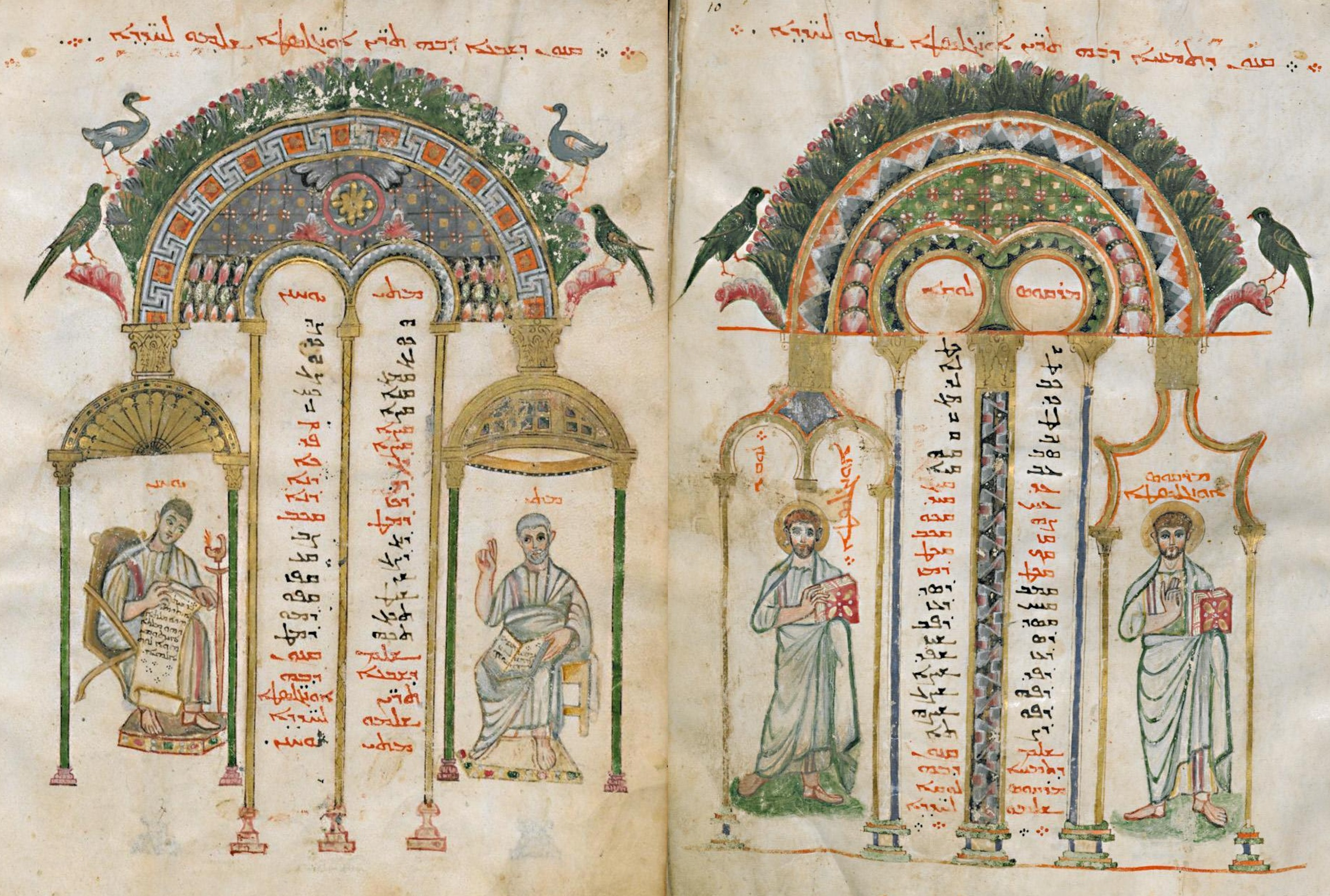
Tabelas canónicas dos Evangelhos de Rabbula com retratos dos Quatro Evangelistas, da esquerda para a direita: João, Mateus, Lucas e Marcos.

Mateus, Marcos, Lucas e João são os autores dos únicos evangelhos aceitos pela maioria das denominações cristãs como legítimos e que portanto integram o Novo Testamento da Bíblia. O cânon do Novo Testamento começou a ser definido por volta de 150 d.C. durante a controvérsia marcionita e aparece documentado pela primeira vez na forma atual em 367, em uma carta de Atanásio, bispo de Alexandria. O Terceiro Sínodo de Cartago, em 397, ratificou o cânon já aceito previamente no Sínodo de Hipona Regia, realizado em 393, em Hipona, onde hoje é a Argélia.
O evangelho de Marcos dá mostras de ser o livro mais antigo. O evangelho de João foi o último entre os evangelhos a ser escrito e possui características particulares tanto do ponto de vista dos textos quanto da perspectiva teológica do escrito.

## Evangelho de Mateus
O Evangelho de Mateus cita muitas passagens do Antigo Testamento e profecias. Foi escrito para o público judeu para tentar provar que Jesus seria o Messias das profecias do Antigo Testamento. Mateus relata a vida de Jesus desde o nascimento até a ressurreição, destacando os ensinamentos, parábolas e milagres de Jesus. Possui 28 capítulos.

## Evangelho de Marcos
Este Evangelho relata principalmente o ministério de Jesus e foi escrito para o público romano. Possui 16 capítulos.

## Evangelho de Lucas
O Evangelho de Lucas foi escrito para seu amigo Teófilo, sendo os Atos dos Apóstolos uma continuação dele. Lucas foi detalhista e mostra também o nascimento de João Batista e seu ministério. O objetivo desse evangelho era mostrar que a salvação (ver: soteriologia) de Jesus está ao alcance de todos, mostrando diversos contatos de Jesus com os pobres, aleijados, cegos, possuídos, ricos e pessoas desprezadas pela sociedade da época. Possui 24 capítulos.

## Evangelho de João
É um Evangelho à parte pelo seu estilo literário, voltado para os gentios. Nele se enfatiza a divindade de Cristo, com João demonstrando os sete sinais que provam que Jesus é o Filho de Deus. O estilo do evangelho é reflexivo, cheio de imagens e sentidos figurados. Possui 21 capítulos.

## Originais perdidos
Os livros que chegaram até nós do Evangelho são reproduções, já que os originais, que foram escritos em grego, haviam sido perdidos, só restando um fragmento datado do ano de 125 e que tem o tamanho de um cartão de crédito.